# Withiidae
Withiidae är en familj av spindeldjur. Withiidae ingår i överfamiljen Cheliferoidea, ordningen klokrypare, klassen spindeldjur, fylumet leddjur och riket djur. Enligt Catalogue of Life omfattar familjen Withiidae 158 arter. 

## Dottertaxa till Withiidae, i alfabetisk ordning[1]
- Afrowithius
- Aisthetowithius
- Balanowithius
- Beierowithius
- Cacodemonius
- Cryptowithius
- Cyrtowithius
- Cystowithius
- Dolichowithius
- Ectromachernes
- Girardwithius
- Hyperwithius
- Juxtachelifer
- Metawithius
- Nannowithius
- Neowithius
- Nesowithius
- Paragoniochernes
- Parallowithius
- Parawithius
- Plesiowithius
- Pogonowithius
- Protowithius
- Pseudatemnus
- Pseudochernes
- Pycnowithius
- Rexwithius
- Scotowithius
- Sphaerowithius
- Sphallowithius
- Stenowithius
- Termitowithius
- Thaumatowithius
- Trichotowithius
- Tropidowithius
- Victorwithius
- Withius